# سومیکو میزوکوبو
سومیکو میزوکوبو (انگلیسی: Sumiko Mizukubo؛ زادهٔ ۱۰ اکتبر ۱۹۱۶) بازیگر اهل ژاپن است. وی بین سال‌های ۱۹۳۲ تا ۱۹۳۵ میلادی فعالیت می‌کرد.
از فیلم‌ها یا برنامه‌های تلویزیونی که وی در آن نقش داشته‌است می‌توان به دختر تله‌انداز اشاره کرد.